# 蒂内河畔圣艾蒂安
蒂内河畔圣艾蒂安（法語：Saint-Étienne-de-Tinée，法語發音：[sɛ̃.t‿etjɛn də tine]），或纯音译作圣艾蒂安德蒂内，是法国滨海阿尔卑斯省的一个市镇，位于该省北部，和上普罗旺斯阿尔卑斯省及意大利接壤，属于尼斯区。

## 地理
蒂内河畔圣艾蒂安（44°15'25"N, 6°55'29"E）面积173.81 平方千米，位于法国普罗旺斯-阿尔卑斯-蓝色海岸大区滨海阿尔卑斯省，该省份为法国东南部沿海省份，南濒地中海，西南至瓦尔省，西北接上普罗旺斯阿尔卑斯省，北部和东部与意大利接壤。
与蒂内河畔圣艾蒂安接壤的市镇（或旧市镇、城区）包括：若西耶、伯伊、昂特罗讷新堡、昂特罗讷、纪尧姆、伊索拉、佩奥讷、圣达尔马斯-勒塞尔瓦日、阿真泰拉、彼得拉波尔齐奥、维纳迪奥、瓦勒多罗奈。

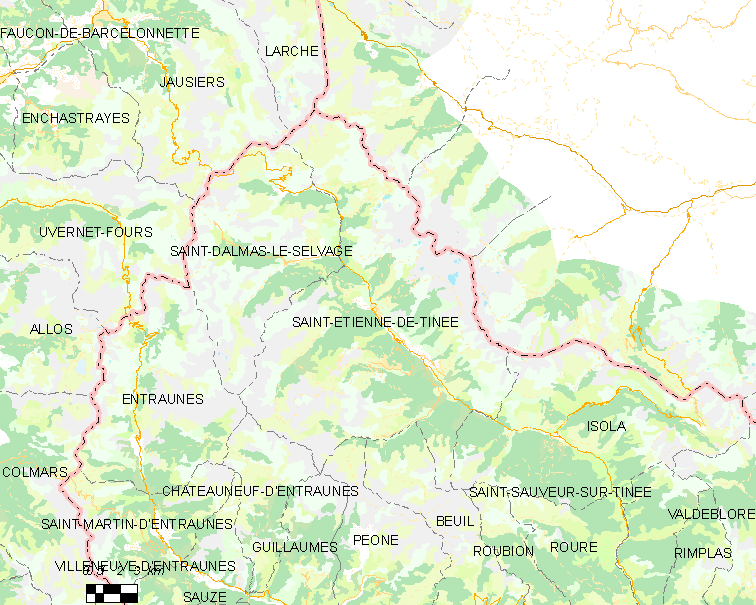
蒂内河畔圣艾蒂安的OSM定位图

蒂内河畔圣艾蒂安的时区为UTC+01:00、UTC+02:00（夏令时）。

## 行政
蒂内河畔圣艾蒂安的邮政编码为06660，INSEE市镇编码为06120。

## 政治
蒂内河畔圣艾蒂安所属的省级选区为图雷特勒旺斯县。

## 人口

1962-2008年间蒂内河畔圣艾蒂安人口变化图示

蒂内河畔圣艾蒂安于2022年1月1日时的人口数量为1269人。